# Chinatsu
Chinatsu  è un nome proprio di persona giapponese femminile.

## Origine e diffusione
Come la maggioranza dei nomi giapponesi, Chinatsu può essere ottenuto appaiando diversi kanji; una possibile combinazione è di 千 (chi, "mille") e 夏 (natsu, "estate").

## Onomastico
È un nome adespota, cioè privo di santo patrono; l'onomastico può essere festeggiato il 1º novembre, per la ricorrenza di Ognissanti.

## Persone
- Chinatsu Yamamoto, cestista giapponese